# Hessea breviflora
Hessea breviflora är en amaryllisväxtart som beskrevs av Herb.. Hessea breviflora ingår i släktet Hessea och familjen amaryllisväxter. Inga underarter finns listade i Catalogue of Life.